# Ghaem 100

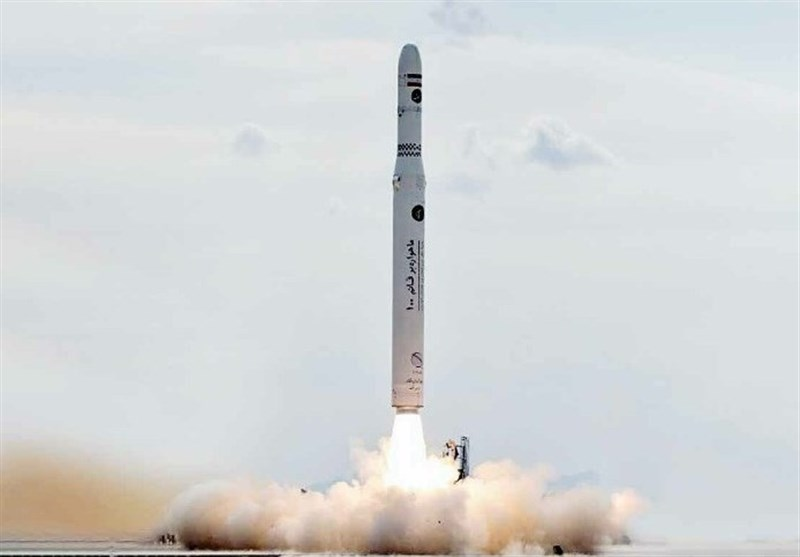

Die Ghaem 100 (persisch قائم ۱۰۰) ist eine leichte iranische Trägerrakete für die Verwendung in der Raumfahrt. Sie wurde von der Revolutionsgarde entwickelt und wird von dieser betrieben. Die Rakete startet von einem militärischen Weltraumbahnhof bei Schahrud. Sie ist seit März 2023 im Einsatz.

## Technische Daten
Die Ghaem 100 besteht aus drei Stufen und soll bis zu 100 kg schwere Satelliten in eine niedrige Erdumlaufbahn bringen können.
Es sind weitere, leistungsfähigere Ghaem-Modelle mit den Typnummern 105, 110 und 120 geplant.

## Startliste
Stand: 28. Februar 2025
| Lfd. Nr. | Datum (UTC)         | Startplatz | Nutzlast                                  | Anmerkungen                  |
| -------- | ------------------- | ---------- | ----------------------------------------- | ---------------------------- |
| 1        | 5. Nov. 2022        | Schahrud   |                                           | Erfolg suborbitaler Testflug |
| 2        | 4. März 2023        | Schahrud   | Nahid-1 (Kommunikationssatellit)          | Fehlschlag                   |
| 3        | 20. Jan. 2024 06:28 | Schahrud   | Soraya (Technologieerprobungssatellit)    | Erfolg                       |
| 4        | 14. Sep. 2024       | Schahrud   | Chamran 1 (Technologieerprobungssatellit) | Erfolg                       |